# SDルパン三世〜金庫破り大作戦〜
『SDルパン三世〜金庫破り大作戦〜』（エスディールパンさんせい きんこやぶりだいさくせん）は、1990年4月13日に発売されたバンプレスト初のゲームソフト。機種はゲームボーイ。情報誌によっては、パズルゲームと表記されることもあった。

## ゲーム内容

### ルール
- ルパン三世を操作してラウンド内にある鍵を入手し、そのあとに出現する金庫に辿り着けばクリア。
- 制限時間が存在し、時間切れになるとミス。一度でも敵の攻撃を受けるとミス。床（マスとも表現）の外の黒い場所に飛び出すとミス。
- クリアすると、残り時間に応じて得点に換算された後、獲得したドルが計算される。一定の得点もしくはドルを稼ぐと1UP。
- コンティニューは3回まで。その際、得点はゼロになる。

### アクション
- Aボタン - ジャンプ。決定。
- Bボタン - 床を高くする。高い状態でジャンプすると1マス遠くへ跳べる。元の高さにも戻せる。仕掛けを作動させる。

### アイテム
スタートボタンでポーズしたあと、セレクトボタンを押すとアイテム選択画面が出る。
- ヘッドホーン - 警報機（円と弧が描かれた床）を作動させても自分だけ動ける。
- スパイク - 滑る床（黒い楕円形のついた床）の上を歩ける。尚、敵キャラが床に乗っても滑る。
- ライト - 暗い部屋（ルパンと敵しか表示されない）を照らす。
- ボンド - 壊れる床（色違いで☆がついた床で一定時間立つと壊れる）を固める。
- カガミ - レーザーを無効化。
- バクダン - 床を壊す。
- ヘンソウ - 敵キャラに変装して一定時間無敵になる。
- トランシーバー - ラウンド内にのみ登場。次元か五ェ門を呼び出す。敵を倒してくれる。彼らを操作することはできない。
- 1UP - ラウンド内にのみ登場。ハート型のアイテム。

### 仕掛け
- ■床 - 部屋の構造を変える。
- 十字床 - 上下左右の床を消したあと、再び元の構造に戻る。敵を巻き込んで倒せる反面、床の上のアイテムも消してしまう。
- 矢印床 - 矢印が回転しており、その上に乗ると矢印の方向に移動する。
- 切替式スイッチ - 床の上に乗ると部屋が明るくなる。床を離れると再び暗くなる。

### ステージセレクト
選択する順番は自由。各ステージに10ラウンドずつある。
- ゼニガタ - 銭形警部、警備隊員が登場。小刻みに動いて手錠を延ばす。
- マモー - 敵はマモーだけだが、最大3体のクローンを出現させる。
- カリオストロ - 伯爵、影が登場。小刻みに動いて剣を振るうが、攻撃時の効果音がない。
- ラムダ＆シグマ - ラムダがビームを発射してくるが、タイミングよくジャンプすれば避けられる。
- パイカル - パイカルとその一味が登場。小刻みに動いて炎を繰り出す。